# Otakar Lada
Otakar Lada (22. května 1883 Praha – 12. července 1956 Senohraby) byl český šermíř, společně s Bedřichem Schejbalem, Jaroslavem Šourkem-Tučkem, Vlastimilem Ladou-Sázavským a Vilémem Goppoldem vybojoval bronzovou medaili v šermu šavlí družstev na olympiádě v Londýně v roce 1908.